# Fritz Nobel
Fritz Nobel (* 1. April 1912 in Magdeburg; † 20. Dezember 1941 in Krjukowo, UdSSR) war ein deutscher Studentenfunktionär und Gaustudentenführer für den Gau Halle-Merseburg.

## Leben und Wirken
Er war der Sohn von Gertrud Nobel aus Magdeburg. Sein Vater starb 1917 an den Folgen einer im Ersten Weltkrieg erlittenen Verwundung. 1931 legte Fritz Nobel am Realgymnasium in Magdeburg das Abitur ab und ging danach zu einem Studium der Staats- und Rechtswissenschaften an die Universität Halle-Wittenberg. Dort schloss er sich noch im selben Jahr dem Nationalsozialistischen Deutschen Studentenbund (NSDStB) an, dessen Kassenwart er 1932 wurde. Zum 1. Februar 1933 trat er der NSDAP bei (Mitgliedsnummer 1.447.351). 1933 wurde er zum stellvertretenden Studentenschaftsführer ernannt und übernahm als Leiter das Hauptamt für Wirtschaftsfragen. In den Jahren 1935 und 1936 war er Gaustudentenführer im Gau Halle-Merseburg. In dieser Zeit bekannte er öffentlich, dass „sein Kampf nicht zuletzt ‚den jüdischen und pazifistischen Professoren‘“ galt. Danach wurde er Leiter des Studentenwerkes in Halle (Saale) und Untersuchungsführer der dortigen Gaustudentenführung.
Im Zweiten Weltkrieg wurde er nach dem Balkanfeldzug Unteroffizierausbilder in einem Ersatztruppenteil. Aus Anlass des zwanzigjährigen Bestehen des Reichsstudentenwerks referierte er über seine „Arbeit im Kriege“. Auf mehrfachen eigenen Wunsch wurde er ab September 1941 an der Ostfront eingesetzt, wo er am 19. Dezember 1941 schwer verwundet wurde und am folgenden Tag starb.